# Phygadeuon dubius (Gravenhorst)
Phygadeuon dubius is een insect dat behoort tot de orde vliesvleugeligen (Hymenoptera) en de familie van de gewone sluipwespen (Ichneumonidae). De wetenschappelijke naam van de soort werd voor het eerst geldig gepubliceerd door Johann Ludwig Christian Gravenhorst in 1829. Hij deelde de soort in bij het geslacht Hemiteles. Hemiteles dubius is dus het basioniem van deze naam.